# Gesonia nigripalpa
Gesonia nigripalpa là một loài bướm đêm trong họ Noctuidae.